# Independientes por la Comunidad Nacional
Independientes por la Comunidad Nacional (IPCN) es un movimiento político independiente venezolano fundado en 1995. Tiene su sede en la ciudad de Caracas.

## Historia
El partido se fundó en 1995, apoyando oficialmente la candidatura de Hugo Chávez para la elección presidencial de 1998, siendo el primer partido en apoyar su aspiración (después del MVR), en esa oportunidad aportaron el 1,2% de los votos al candidato ganador, logrando quedar como el séptimo partido con mayor votación a nivel nacional. Luego a mediados de 2000 se convocó nuevamente a elecciones generales repitiendo la fórmula con Chávez. En las elecciones regionales de ese año obtuvieron el triunfo en la alcaldía del municipio Bolívar del estado Sucre.
Para la elección presidencial de 2006 apoyó la reelección de Hugo Chávez. Luego de esa elección, en el año 2007, Hugo Chávez llamó a conformar un partido que uniera a todas las fuerzas políticas que lo apoyaban, así surge el Partido Socialista Unido de Venezuela (PSUV), inicialmente IPCN habría aceptado fusionarse en la nueva organización, pero finalmente decidieron no hacerlo.
IPCN se adhirió a la Alianza Patriótica, coalición oficialista con la intención de presentar las candidaturas unitarias del chavismo para las elecciones regionales de 2008, así como para mantener «un foro político permanente para la discusión ideológica y la unidad».
El 25 de mayo de 2013, la militancia y dirigentes de la corriente Patria Para Todos — Maneiro se fusionaron en el partido IPCN debido al periplo legal que llevaba.

### Asunto legal
La Sala Constitucional del Tribunal Supremo de Justicia (TSJ) ordenó al Consejo Nacional Electoral (CNE) que deje sin efectos las postulaciones que, en representación de la organización con fines políticos denominada "Independientes por la Comunidad Nacional" (IPCN), fueron realizadas por el ciudadano José Antonio González, según se lee en la sentencia 1.189.
Problema Legal La Sala Constitucional del Tribunal Supremo de Justicia (TSJ) ordenó al Consejo Nacional Electoral (CNE) (enlace roto disponible en Internet Archive; véase el historial, la primera versión y la última). que deje sin efectos las postulaciones que, en representación de la organización con fines políticos denominada "Independientes por la Comunidad Nacional" (Ipcn), fueron realizadas por el ciudadano José Antonio González, según se lee en la sentencia 1.189. De igual forma los magistrados de la Sala Constitucional informaron al CNE que solo podrá recibir postulaciones realizadas en nombre de la mencionada organización política, que sean presentadas de manera conjunta por todos los integrantes de la Junta Directiva Nacional Consultiva, de conformidad con lo previsto en el artículo 24 de los estatutos de la referida organización.

## Apoyo a Henri Falcón
Para las elecciones presidenciales de Venezuela de 2018 la organización le dio su apoyo al candidato opositor y exchavista Henri Falcón quien resultó derrotado frente al candidato oficialista para la reelección Nicolás Maduro. Posteriormente se unió a la alianza política recién fundada Concertación por el Cambio de Falcón.

## Estructura directiva nacional
- http://www.cne.gov.ve/web/gaceta_electoral/gaceta_electoral_detallado.php?tg=1&num_gac=750
- https://web.archive.org/web/20170202022035/http://historico.tsj.gob.ve/decisiones/jsselec/mayo/177901-742-27515-2015-2015-000057.HTML